# Morella phanerodonta
Morella phanerodonta är en porsväxtart som först beskrevs av Paul Carpenter Standley, och fick sitt nu gällande namn av Robert Lynch Wilbur. Morella phanerodonta ingår i släktet Morella och familjen porsväxter. Inga underarter finns listade i Catalogue of Life.

## Bildgalleri

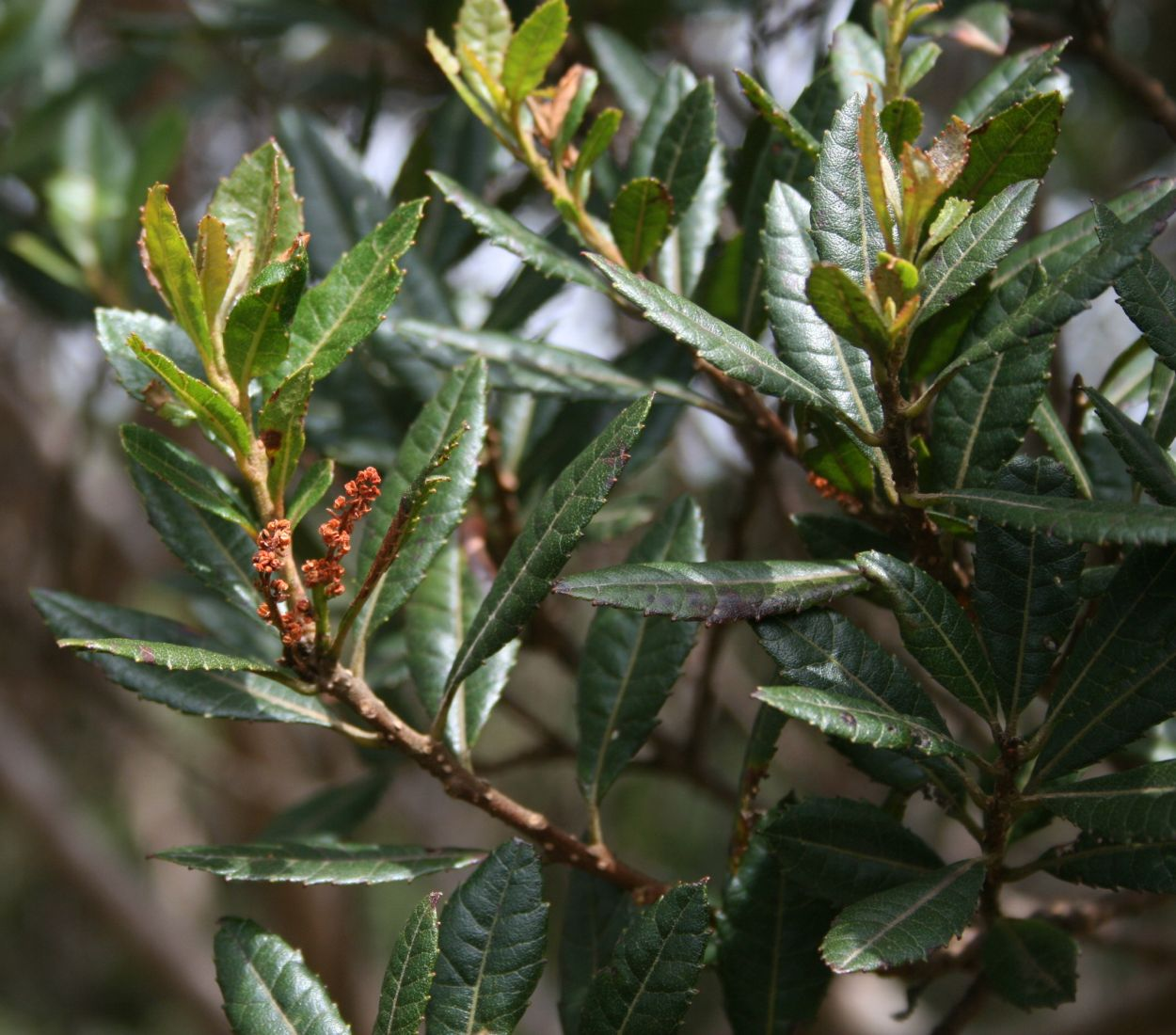
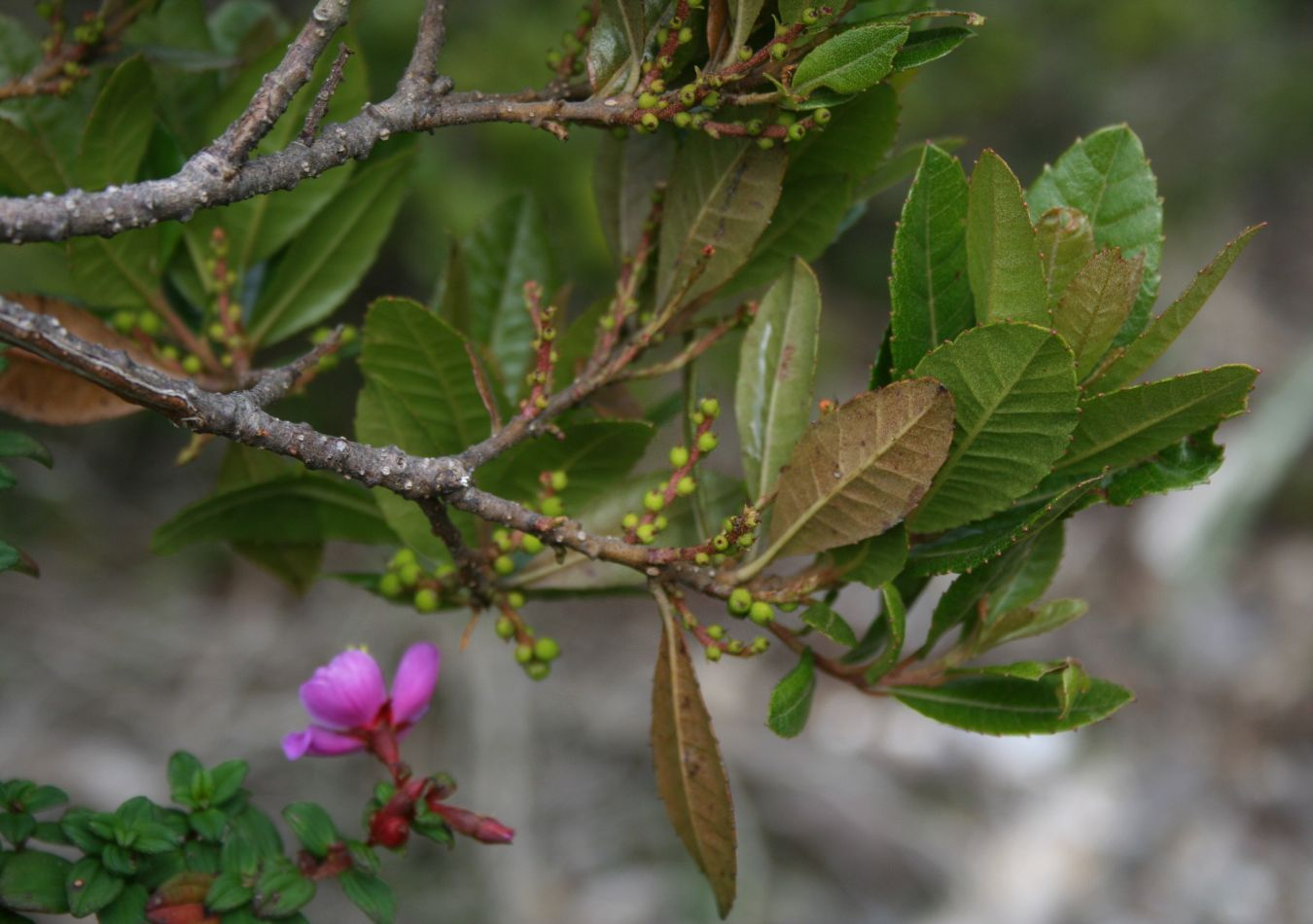
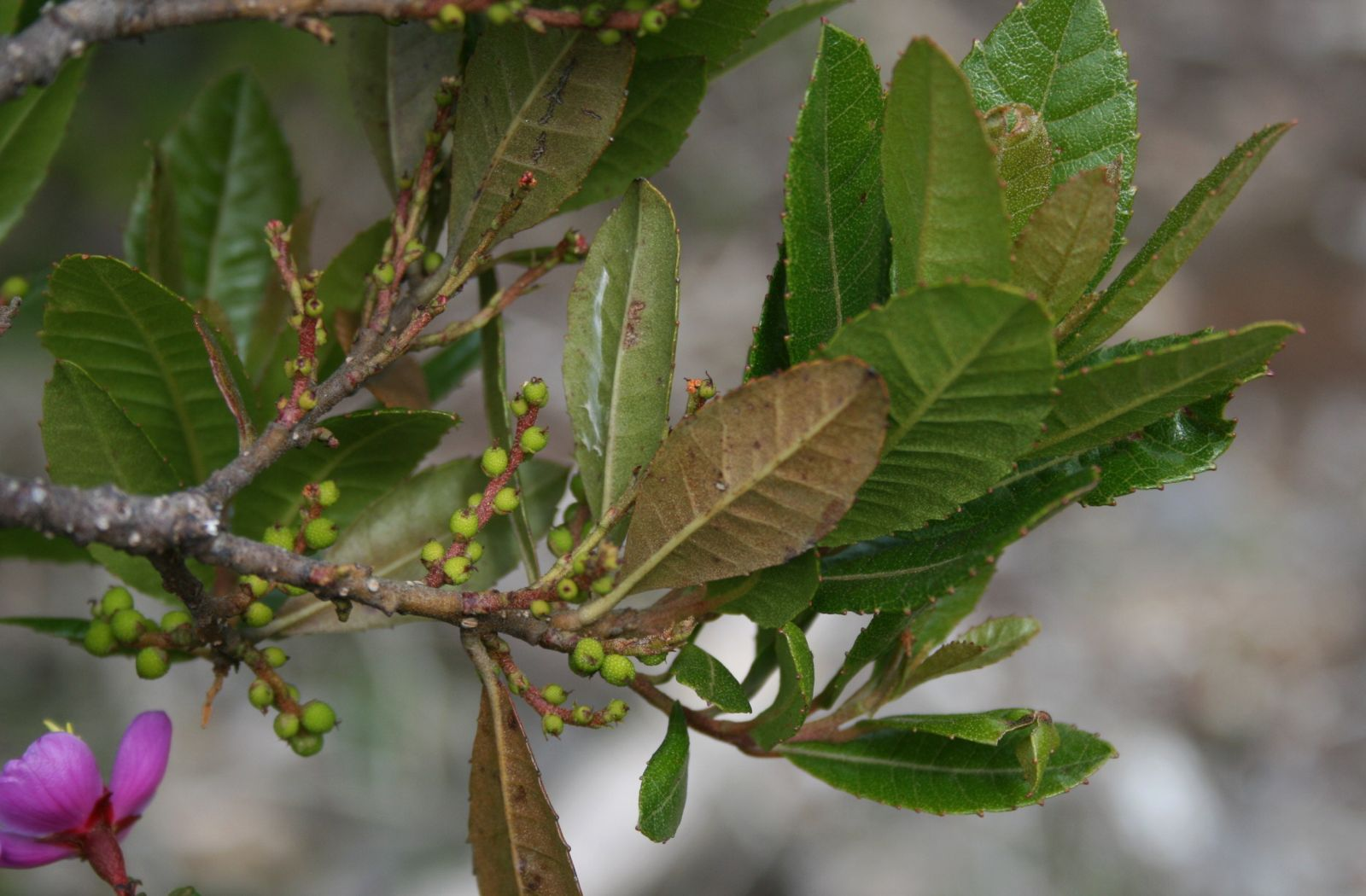